# 脉耳草
脉耳草（学名：Hedyotis costata）为茜草科耳草属下的一个种。

## 扩展阅读
- 維基物種上的相關：脉耳草